# Nader Sadek
Nader Sadek – amerykańska grupa muzyczna wykonująca death metal. Powstała w 2011 roku w Nowym Jorku. Działalność formacji zainicjował egipski artysta Nader Sadek, znany jako scenograf zespołów Mayhem oraz Sunn O))). Skład zespołu utworzyli: były gitarzysta Mayhem – Rune "Blasphemer" Eriksen, perkusista Cryptopsy – Flo Mounier oraz wokalista Steve Tucker, związany poprzednio z Morbid Angel. W trakcie prac w studiu nagraniowym funkcję basisty objął Nicholas McMaster, nowojorski muzyk związany z lokalnymi zespołami heavymetalowymi. Debiutancki album formacji zatytułowany In the Flesh ukazał się 16 maja 2011 roku nakładem wytwórni muzycznej Season of Mist. W ramach promocji do utworów "Nigredo in Necromance" i "Sulffer" zostały zrealizowane teledyski, które wyreżyserował Nader Sadek. W międzyczasie funkcję basisty objął Marcin "Novy" Nowak znany m.in. z występów w grupie Behemoth. Koncertowy skład został rozszerzony także o drugiego gitarzystę, którym został Sean Frey.

## Muzycy
| Obecny skład zespołu - Nader Sadek - kierownictwo artystyczne (od 2011) Byli członkowie zespołu - Travis Ryan – wokal prowadzący (2014–2015) - Marcin "Martin" Rygiel – gitara basowa (2014–2015) - Flo Mounier – perkusja, instrumenty perkusyjne (2011–2015) - Rune "Blasphemer" Eriksen – gitara (2011–2015) - Marcin "Novy" Nowak – gitara basowa (2011–2014) - Steve Tucker – wokal prowadzący (2011–2014) |  | Obecni muzycy koncertowi - Thor "Destructhor" Myhren – gitara (od 2016) - Bobby Koelble – gitara (od 2014) - Hannes Grossmann – perkusja (od 2015) - Derek Roddy – perkusja (od 2015) - Tom Geldschläger – gitara (od 2015) - Kevin Heiderich – gitara (od 2015) - Attila Csihar – wokal prowadzący (od 2015) - Seth van de Loo – wokal prowadzący (od 2015) |  | Byli muzycy koncertowi - Mike Lerner – gitara (2011) - Sean Frey – gitara (2011–2014) - Nicholas McMaster – gitara basowa (2011–2014) |

## Dyskografia
- In the Flesh (2011)
- Living Flesh (2013)
- The Malefic: Chapter III (EP; 2014)